# Neuvième district congressionnel du New Jersey
Le 9e district congressionnel du New Jersey est représenté au Congrès par le Démocrate Bill Pascrell, qui réside à Paterson. Il a été élu pour la première fois en 1996 dans l'ancien 8e district (avant le recensement de 2010), battant le Représentant sortant William J. Martini. Le 9e district comprend en grande partie les municipalités du Comté de Bergen et du Comté de Passaic.
En raison du redécoupage à la suite du recensement de 2010, des parties de l'ancien 9e district ont été déplacées vers le 5e district et le nouveau 8e district, dans le cadre d'une réduction des districts de 13 à 12 dans le New Jersey. La nouvelle carte congressionnel a abouti à l'ajout de la ville natale de Pascrell, Paterson, au 9e district, qui était représenté par Steve Rothman, un collègue Démocrate qui, comme Pascrell, est entré au Congrès après avoir remporté un siège aux élections de 1996. En 2012, les deux candidats sortants se sont présentés à l'investiture de leur parti pour le siège de la primaire de juin, que Pascrell a remportée. Plus tard cette année-là, Pascrell a battu le rabbin Shmuley Boteach, le candidat Républicain, aux élections générales.

## Comtés et municipalités dans le district
Pour le 118e Congrès et les successifs (basés sur le redécoupage à la suite du recensement de 2020), le district contient tout ou partie de trois comtés et 35 municipalités.

### Comté de Bergen(24)
Carlstadt, Cliffside Park, East Rutherford, Edgewater, Elmwood Park, Fairview, Franklin Lakes, Garfield, Hasbrouck Heights, Little Ferry, Lodi, Lyndhurst, Maywood (en partie, également dans le 5e), Moonachie, North Arlington, Oakland, Ridgefield, Rochelle Park, Rutherford, Saddle Brook, South Hackensack, Teterboro, Wallington, Wood-Ridge

### Comté d'Hudson(2)
Kearny (en partie, également dans le 8e), Secaucus

### Comté de Passaic(9)
Clifton, Haledon, Hawthorne, North Haledon, Passaic, Paterson, Pompton Lakes, Prospect Park, Wayne (en partie, également dans le 11e)

## Historique de vote
| Année | Poste      | Résultats               |
| ----- | ---------- | ----------------------- |
| 2000  | Président  | Gore 63,0 % - 34,0 %    |
| 2004  | Président  | Kerry 59,0 % - 41,0 %   |
| 2008  | Président  | Obama 61,0 % - 38,0 %   |
| 2012  | Président  | Obama 68,0 % - 31,0 %   |
| 2016  | Président  | Clinton 64,0 % - 33,0 % |
| 2017  | Gouverneur | Murphy 65,6 % - 31,6 %  |
| 2020  | Président  | Biden 62,0 % - 36,0 %   |
| 2020  | Sénat      | Booker 64,4 % - 32,9 %  |
| 2021  | Gouverneur | Murphy 57,9 % - 41,9 %  |

## Liste des Représentants du district
| Membre                          | Parti       | Années                             | Congrès     | Histoire électorale | Zone géographique |
| ------------------------------- | ----------- | ---------------------------------- | ----------- | --- | --- |
| District établit le 4 mars 1903 |             |                                    |             | | |
| Allan Benny (en)                | Démocrate   | 4 mars 1903 - 3 mars 1905          | 58e         | Élu en 1902. Perd sa réélection. | Comté d'Hudson (à l'exception de certaines parties de Jersey City) |
| Marshal Van Winkle (en)         | Républicain | 4 mars 1905 - 3 mars 1907          | 59e         | Élu en 1904. Retrait. | Comté d'Hudson (à l'exception de certaines parties de Jersey City) |
| Eugene W. Leake (en)            | Démocrate   | 4 mars 1907 - 3 mars 1909          | 60e         | Élu en 1906. Retrait. | Comté d'Hudson (à l'exception de certaines parties de Jersey City) |
| Eugene F. Kinkead (en)          | Démocrate   | 4 mars 1909 - 3 mars 1913          | 61e , 62e   | Élu en 1908. Réélu en 1910. Redécoupage vers le 8e district. | Comté d'Hudson (à l'exception de certaines parties de Jersey City) |
| Walter I. McCoy (en)            | Démocrate   | 4 mars 1913 - 3 octobre 1914       | 63e         | Redécoupage depuis le 8e district et réélu en 1912. Démissionne lorsque nommé Juge Assesseur à la Cour Suprême du District de Columbia.                            | Parties d'Essex (East Orange, Orange et des parties de South Orange et de Newark) |
| Vacant                          | Vacant      | 3 octobre 1914 - 1er décembre 1914 | 63e         | | Parties d'Essex (East Orange, Orange et des parties de South Orange et de Newark) |
| Richard W. Parker (en)          | Républicain | 1er décembre 1914 - 3 mars 1919    | 63e - 65e   | Élu pour terminer le mandat de McCoy. Réélu en 1916. Perd sa réélection.                                                                                           | Parties d'Essex (East Orange, Orange et des parties de South Orange et de Newark) |
| Daniel F. Minahan (en)          | Démocrate   | 4 mars 1919 - 3 mars 1921          | 66e         | Élu en 1918. Perd sa réélection. | Parties d'Essex (East Orange, Orange et des parties de South Orange et de Newark) |
| Richard W. Parker (en)          | Républicain | 4 mars 1921 - 3 mars 1923          | 67e         | Élu en 1920. Perd sa réélection. | Parties d'Essex (East Orange, Orange et des parties de South Orange et de Newark) |
| Daniel F. Minahan (en)          | Démocrate   | 4 mars 1923 - 3 mars 1925          | 68e         | Élu en 1922. Perd sa réélection. | Parties d'Essex (East Orange, Orange et des parties de South Orange et de Newark) |
| Franklin William Fort (en)      | Républicain | 4 mars 1925 - 3 mars 1931          | 69e - 71e   | Élu en 1924. Réélu en 1926. Réélu en 1928. Retrait pour se présenter comme Sénateur des États-Unis.                                                                | Parties d'Essex (East Orange, Orange et des parties de South Orange et de Newark) |
| Peter Angelo Cavicchia (en)     | Républicain | 4 mars 1931 - 3 mars 1933          | 72e         | Élu en 1930. Redécoupage vers le 11e district. | Parties d'Essex (East Orange, Orange et des parties de South Orange et de Newark) |
| Edward Aloysius Kenney (en)     | Démocrate   | 4 mars 1933 - 27 janvier 1938      | 73e - 75e   | Élu en 1932. Réélu en 1934. Réélu en 1936. Décès. | Parties de Bergen et Hudson (North Bergen) |
| Vacant                          | Vacant      | 27 janvier 1938 - 3 janvier 1939   | 75e         | | Parties de Bergen et Hudson (North Bergen) |
| Frank C. Osmers Jr. (en)        | Républicain | 3 janvier 1939 - 3 janvier 1943    | 76e , 77e   | Élu en 1938. Réélu en 1940. Retrait pour devenir Lieutenant en Second de la 77e Division d'Infanterie.                                                             | Parties de Bergen et Hudson (North Bergen) |
| Harry Lancaster Towe (en)       | Républicain | 3 janvier 1943 - 7 septembre 1951  | 78e - 82e   | Élu en 1942. Réélu en 1944. Réélu en 1946. Réélu en 1948. Réélu en 1950. Démissionne pour devenir Procureur Général Adjoint du New Jersey pour le Comté de Bergen. | Parties de Bergen et Hudson (North Bergen) |
| Vacant                          | Vacant      | 7 septembre 1951 - 6 novembre 1951 | 82e         | | Parties de Bergen et Hudson (North Bergen) |
| Frank C. Osmers Jr. (en)        | Républicain | 6 novembre 1951 - 3 janvier 1965   | 82e - 88e   | Élu pour terminer le mandat de Towe. Réélu en 1952. Réélu en 1954. Réélu en 1956. Réélu en 1958. Réélu en 1960. Réélu en 1962. Perd sa réélection.                 | Parties de Bergen et Hudson (North Bergen) |
| Henry Helstoski (en)            | Démocrate   | 3 janvier 1965 - 3 janvier 1977    | 89e - 94e   | Élu en 1964. Réélu en 1966. Réélu en 1968. Réélu en 1970. Réélu en 1972. Réélu en 1974. Perd sa réélection.                                                        | |
| Henry Helstoski (en)            | Démocrate   | 3 janvier 1965 - 3 janvier 1977    | 89e - 94e   | Élu en 1964. Réélu en 1966. Réélu en 1968. Réélu en 1970. Réélu en 1972. Réélu en 1974. Perd sa réélection.                                                        | 1967–1969 Sud de Bergen (Bogota, Carlstadt, Cliffside Park, East Rutherford, Fairview, Fort Lee, Garfield, Hackensack, Hasbrouck Heights, Leonia, Little Ferry, Lodi, Lyndhurst, Maywood, Moonachie, North Arlington, Palisades Park, Saddle Brook, South Hackensack, Ridgefield, Ridgefield Park, Rochelle Park, Rutherford, Teaneck, Teterboro, Wallington, Wood-Ridge) |
| Henry Helstoski (en)            | Démocrate   | 3 janvier 1965 - 3 janvier 1977    | 89e - 94e   | Élu en 1964. Réélu en 1966. Réélu en 1968. Réélu en 1970. Réélu en 1972. Réélu en 1974. Perd sa réélection.                                                        | 1969–1971 Est de Bergen |
| Henry Helstoski (en)            | Démocrate   | 3 janvier 1965 - 3 janvier 1977    | 89e - 94e   | Élu en 1964. Réélu en 1966. Réélu en 1968. Réélu en 1970. Réélu en 1972. Réélu en 1974. Perd sa réélection.                                                        | 1971–1973 |
| Henry Helstoski (en)            | Démocrate   | 3 janvier 1965 - 3 janvier 1977    | 89e - 94e   | Élu en 1964. Réélu en 1966. Réélu en 1968. Réélu en 1970. Réélu en 1972. Réélu en 1974. Perd sa réélection.                                                        | 1973–1977 Est de Bergen et des parties d'Hudson |
| Harold C. Hollenbeck (en)       | Républicain | 3 janvier 1977 - 3 janvier 1983    | 95e - 97e   | Élu en 1976. Réélu en 1978. Réélu en 1980. Perd sa réélection. | |
| Robert Torricelli               | Démocrate   | 3 janvier 1983 - 3 janvier 1997    | 98e - 104e  | Élu en 1982. Réélu en 1984. Réélu en 1986. Réélu en 1988. Réélu en 1990. Réélu en 1992. Réélu en 1994. Retrait pour se présenter comme Sénateur des États-Unis.    | 1983–1985 Est de Bergen |
| Robert Torricelli               | Démocrate   | 3 janvier 1983 - 3 janvier 1997    | 98e - 104e  | Élu en 1982. Réélu en 1984. Réélu en 1986. Réélu en 1988. Réélu en 1990. Réélu en 1992. Réélu en 1994. Retrait pour se présenter comme Sénateur des États-Unis.    | 1985–1993 Parties de Bergen et Hudson |
| Robert Torricelli               | Démocrate   | 3 janvier 1983 - 3 janvier 1997    | 98e - 104e  | Élu en 1982. Réélu en 1984. Réélu en 1986. Réélu en 1988. Réélu en 1990. Réélu en 1992. Réélu en 1994. Retrait pour se présenter comme Sénateur des États-Unis.    | 1993–1997 Parties de Bergen et Hudson |
| Steven Rothman (en)             | Démocrate   | 3 janvier 1997 - 3 janvier 2013    | 105e - 112e | Élu en 1996. Réélu en 1998. Réélu en 2000. Réélu en 2002. Réélu en 2004. Réélu en 2006. Réélu en 2008. Réélu en 2010. Perd sa renomination.                        | |
| Steven Rothman (en)             | Démocrate   | 3 janvier 1997 - 3 janvier 2013    | 105e - 112e | Élu en 1996. Réélu en 1998. Réélu en 2000. Réélu en 2002. Réélu en 2004. Réélu en 2006. Réélu en 2008. Réélu en 2010. Perd sa renomination.                        | 2003–2013 Parties de Bergen, Hudson (parties de Jersey City, Kearney, North Bergen et Secaucus) et Passaic (Hawthorne) |
| Bill Pascrell                   | Démocrate   | 3 janvier 2013 - présent           | 113e - 118e | Redécoupage depuis le 8e district et réélu en 2012. Réélu en 2014. Réélu en 2016. Réélu en 2018. Réélu en 2020. Réélu en 2022.                                     | 2013–2023 Parties de Bergen, Hudson (Secaucus et des parties de Kearny) et Passaic (Clifton, Haledon, Hawthorne, Passaic, Paterson et Prospect Park) |
| Bill Pascrell                   | Démocrate   | 3 janvier 2013 - présent           | 113e - 118e | Redécoupage depuis le 8e district et réélu en 2012. Réélu en 2014. Réélu en 2016. Réélu en 2018. Réélu en 2020. Réélu en 2022.                                     | 2023–Présent Parties de Bergen, Hudson (parties de Kearny), et Passaic (Clifton, Haledon, Hawthorne, North Haledon, Passaic, Paterson, Prospect Park, Pompton Lakes et Wayne) |

## Résultats des récentes élections
Voici les résultats des dix précédents cycles électoraux dans le district.

### 2004
| Élection de 2004 du 9e district congressionnel du New Jersey | Élection de 2004 du 9e district congressionnel du New Jersey | Élection de 2004 du 9e district congressionnel du New Jersey | Élection de 2004 du 9e district congressionnel du New Jersey | Élection de 2004 du 9e district congressionnel du New Jersey |
| ------------------------------------------------------------ | ------------------------------------------------------------ | ------------------------------------------------------------ | ------------------------------------------------------------ | ------------------------------------------------------------ |
| Parti                                                        | Parti                                                        | Candidat                                                     | Votes                                                        | %                                                            |
|                                                              | Démocrate                                                    | Steven Rothman (en) (sortant)                                | 146 038                                                      | 67,5                                                         |
|                                                              | Républicain                                                  | Edward Trawinski                                             | 68 564                                                       | 31,7                                                         |
|                                                              | Indépendant                                                  | David Daily                                                  | 1649                                                         | 0,8                                                          |
| Total des votes                                              | Total des votes                                              | Total des votes                                              | 216 251                                                      | 100%                                                         |
|                                                              | Les Démocrates conservent                                    |                                                              |                                                              |                                                              |

### 2006
| Élection de 2006 du 9e district congressionnel du New Jersey | Élection de 2006 du 9e district congressionnel du New Jersey | Élection de 2006 du 9e district congressionnel du New Jersey | Élection de 2006 du 9e district congressionnel du New Jersey | Élection de 2006 du 9e district congressionnel du New Jersey |
| ------------------------------------------------------------ | ------------------------------------------------------------ | ------------------------------------------------------------ | ------------------------------------------------------------ | ------------------------------------------------------------ |
| Parti                                                        | Parti                                                        | Candidat                                                     | Votes                                                        | %                                                            |
|                                                              | Démocrate                                                    | Steven Rothman (en) (sortant)                                | 105 853                                                      | 71,5                                                         |
|                                                              | Républicain                                                  | Vincent Micco                                                | 40 879                                                       | 27,6                                                         |
|                                                              | Indépendant                                                  | Michael Jarvis                                               | 1363                                                         | 0,9                                                          |
| Total des votes                                              | Total des votes                                              | Total des votes                                              | 148 095                                                      | 100%                                                         |
|                                                              | Les Démocrates conservent                                    |                                                              |                                                              |                                                              |

### 2008
| Élection de 2008 du 9e district congressionnel du New Jersey | Élection de 2008 du 9e district congressionnel du New Jersey | Élection de 2008 du 9e district congressionnel du New Jersey | Élection de 2008 du 9e district congressionnel du New Jersey | Élection de 2008 du 9e district congressionnel du New Jersey |
| ------------------------------------------------------------ | ------------------------------------------------------------ | ------------------------------------------------------------ | ------------------------------------------------------------ | ------------------------------------------------------------ |
| Parti                                                        | Parti                                                        | Candidat                                                     | Votes                                                        | %                                                            |
|                                                              | Démocrate                                                    | Steven Rothman (en) (sortant)                                | 151 182                                                      | 67,5                                                         |
|                                                              | Républicain                                                  | Vincent Micco                                                | 69 503                                                       | 31,0                                                         |
|                                                              | Indépendant                                                  | Michael Perrone, Jr.                                         | 3200                                                         | 1,44                                                         |
| Total des votes                                              | Total des votes                                              | Total des votes                                              | 223 885                                                      | 100%                                                         |
|                                                              | Les Démocrates conservent                                    |                                                              |                                                              |                                                              |

### 2010
| Élection de 2010 du 9e district congressionnel du New Jersey | Élection de 2010 du 9e district congressionnel du New Jersey | Élection de 2010 du 9e district congressionnel du New Jersey | Élection de 2010 du 9e district congressionnel du New Jersey | Élection de 2010 du 9e district congressionnel du New Jersey |
| ------------------------------------------------------------ | ------------------------------------------------------------ | ------------------------------------------------------------ | ------------------------------------------------------------ | ------------------------------------------------------------ |
| Parti                                                        | Parti                                                        | Candidat                                                     | Votes                                                        | %                                                            |
|                                                              | Démocrate                                                    | Steven Rothman (en) (sortant)                                | 83 564                                                       | 60,7                                                         |
|                                                              | Républicain                                                  | Michael A. Agosta                                            | 52 082                                                       | 37,8                                                         |
|                                                              | Vert                                                         | Patricia Alessandrini                                        | 1980                                                         | 1,4                                                          |
| Total des votes                                              | Total des votes                                              | Total des votes                                              | 137 626                                                      | 100%                                                         |
|                                                              | Les Démocrates conservent                                    |                                                              |                                                              |                                                              |

### 2012
| Élection de 2012 du 9e district congressionnel du New Jersey | Élection de 2012 du 9e district congressionnel du New Jersey | Élection de 2012 du 9e district congressionnel du New Jersey | Élection de 2012 du 9e district congressionnel du New Jersey | Élection de 2012 du 9e district congressionnel du New Jersey |
| ------------------------------------------------------------ | ------------------------------------------------------------ | ------------------------------------------------------------ | ------------------------------------------------------------ | ------------------------------------------------------------ |
| Parti                                                        | Parti                                                        | Candidat                                                     | Votes                                                        | %                                                            |
|                                                              | Démocrate                                                    | Bill Pascrell (sortant)                                      | 162 822                                                      | 74,0                                                         |
|                                                              | Républicain                                                  | Shmuley Boteach                                              | 55 091                                                       | 25,0                                                         |
|                                                              | Indépendant                                                  | E. David Smith                                               | 1138                                                         | 0,5                                                          |
|                                                              | Constitution                                                 | Jeanette Woolsey                                             | 1082                                                         | 0,5                                                          |
| Total des votes                                              | Total des votes                                              | Total des votes                                              | 220 133                                                      | 100%                                                         |
|                                                              | Les Démocrates conservent                                    |                                                              |                                                              |                                                              |

### 2014
| Élection de 2014 du 9e district congressionnel du New Jersey | Élection de 2014 du 9e district congressionnel du New Jersey | Élection de 2014 du 9e district congressionnel du New Jersey | Élection de 2014 du 9e district congressionnel du New Jersey | Élection de 2014 du 9e district congressionnel du New Jersey |
| ------------------------------------------------------------ | ------------------------------------------------------------ | ------------------------------------------------------------ | ------------------------------------------------------------ | ------------------------------------------------------------ |
| Parti                                                        | Parti                                                        | Candidat                                                     | Votes                                                        | %                                                            |
|                                                              | Démocrate                                                    | Bill Pascrell (sortant)                                      | 82 498                                                       | 68,5                                                         |
|                                                              | Républicain                                                  | Dierdre G. Paul                                              | 36 246                                                       | 30,1                                                         |
|                                                              | Indépendant                                                  | Nestor Montilla                                              | 1715                                                         | 1,4                                                          |
| Total des votes                                              | Total des votes                                              | Total des votes                                              | 120 459                                                      | 100%                                                         |
|                                                              | Les Démocrates conservent                                    |                                                              |                                                              |                                                              |

### 2016
| Élection de 2016 du 9e district congressionnel du New Jersey | Élection de 2016 du 9e district congressionnel du New Jersey | Élection de 2016 du 9e district congressionnel du New Jersey | Élection de 2016 du 9e district congressionnel du New Jersey | Élection de 2016 du 9e district congressionnel du New Jersey |
| ------------------------------------------------------------ | ------------------------------------------------------------ | ------------------------------------------------------------ | ------------------------------------------------------------ | ------------------------------------------------------------ |
| Parti                                                        | Parti                                                        | Candidat                                                     | Votes                                                        | %                                                            |
|                                                              | Démocrate                                                    | Bill Pascrell (sortant)                                      | 162 642                                                      | 69,8                                                         |
|                                                              | Républicain                                                  | Hector L. Castillo                                           | 65 376                                                       | 28,0                                                         |
|                                                              | Libertarien                                                  | Diego Rivera                                                 | 3327                                                         | 1,4                                                          |
|                                                              | Indépendant                                                  | Jeff Boss                                                    | 1897                                                         | 0,8                                                          |
| Total des votes                                              | Total des votes                                              | Total des votes                                              | 233 242                                                      | 100%                                                         |
|                                                              | Les Démocrates conservent                                    |                                                              |                                                              |                                                              |

### 2018
| Élection de 2018 du 9e district congressionnel du New Jersey | Élection de 2018 du 9e district congressionnel du New Jersey | Élection de 2018 du 9e district congressionnel du New Jersey | Élection de 2018 du 9e district congressionnel du New Jersey | Élection de 2018 du 9e district congressionnel du New Jersey |
| ------------------------------------------------------------ | ------------------------------------------------------------ | ------------------------------------------------------------ | ------------------------------------------------------------ | ------------------------------------------------------------ |
| Parti                                                        | Parti                                                        | Candidat                                                     | Votes                                                        | %                                                            |
|                                                              | Démocrate                                                    | Bill Pascrell (sortant)                                      | 140 832                                                      | 70,3                                                         |
|                                                              | Républicain                                                  | Eric P. Fisher                                               | 57 854                                                       | 28,9                                                         |
|                                                              | Libertarien                                                  | Claudio Belusic                                              | 1730                                                         | 0,9                                                          |
| Total des votes                                              | Total des votes                                              | Total des votes                                              | 200 416                                                      | 100%                                                         |
|                                                              | Les Démocrates conservent                                    |                                                              |                                                              |                                                              |

### 2020
| Élection de 2020 du 9e district congressionnel du New Jersey | Élection de 2020 du 9e district congressionnel du New Jersey | Élection de 2020 du 9e district congressionnel du New Jersey | Élection de 2020 du 9e district congressionnel du New Jersey | Élection de 2020 du 9e district congressionnel du New Jersey |
| ------------------------------------------------------------ | ------------------------------------------------------------ | ------------------------------------------------------------ | ------------------------------------------------------------ | ------------------------------------------------------------ |
| Parti                                                        | Parti                                                        | Candidat                                                     | Votes                                                        | %                                                            |
|                                                              | Démocrate                                                    | Bill Pascrell (sortant)                                      | 203 674                                                      | 65,8                                                         |
|                                                              | Républicain                                                  | Billy Prempeh                                                | 98 629                                                       | 31,9                                                         |
|                                                              | Indépendant                                                  | Chris Auriemma                                               | 7239                                                         | 2,3                                                          |
| Total des votes                                              | Total des votes                                              | Total des votes                                              | 309 542                                                      | 100%                                                         |
|                                                              | Les Démocrates conservent                                    |                                                              |                                                              |                                                              |

### 2022
| Primaire Démocrate de 2022 du 9e district congressionnel du New Jersey | Primaire Démocrate de 2022 du 9e district congressionnel du New Jersey | Primaire Démocrate de 2022 du 9e district congressionnel du New Jersey | Primaire Démocrate de 2022 du 9e district congressionnel du New Jersey | Primaire Démocrate de 2022 du 9e district congressionnel du New Jersey |
| ---------------------------------------------------------------------- | ---------------------------------------------------------------------- | ---------------------------------------------------------------------- | ---------------------------------------------------------------------- | ---------------------------------------------------------------------- |
| Parti                                                                  | Parti                                                                  | Candidat                                                               | Votes                                                                  | %                                                                      |
|                                                                        | Démocrate                                                              | Bill Pascrell (sortant)                                                | 19 524                                                                 | 100%                                                                   |

| Primaire Républicaine de 2022 du 9e district congressionnel du New Jersey | Primaire Républicaine de 2022 du 9e district congressionnel du New Jersey | Primaire Républicaine de 2022 du 9e district congressionnel du New Jersey | Primaire Républicaine de 2022 du 9e district congressionnel du New Jersey | Primaire Républicaine de 2022 du 9e district congressionnel du New Jersey |
| ------------------------------------------------------------------------- | ------------------------------------------------------------------------- | ------------------------------------------------------------------------- | ------------------------------------------------------------------------- | ------------------------------------------------------------------------- |
| Parti                                                                     | Parti                                                                     | Candidat                                                                  | Votes                                                                     | %                                                                         |
|                                                                           | Républicain                                                               | Billy Prempeh                                                             | 10 724                                                                    | 100%                                                                      |

| Élection de 2022 du 9e district congressionnel du New Jersey | Élection de 2022 du 9e district congressionnel du New Jersey | Élection de 2022 du 9e district congressionnel du New Jersey | Élection de 2022 du 9e district congressionnel du New Jersey | Élection de 2022 du 9e district congressionnel du New Jersey |
| ------------------------------------------------------------ | ------------------------------------------------------------ | ------------------------------------------------------------ | ------------------------------------------------------------ | ------------------------------------------------------------ |
| Parti                                                        | Parti                                                        | Candidat                                                     | Votes                                                        | %                                                            |
|                                                              | Démocrate                                                    | Bill Pascrell (sortant)                                      | 82 457                                                       | 55,0                                                         |
|                                                              | Républicain                                                  | Billy Prempeh                                                | 65 365                                                       | 43,6                                                         |
|                                                              | Travailleurs socialistes                                     | Lea Sherman                                                  | 1108                                                         | 0,7                                                          |
|                                                              | Libertarien                                                  | Sean Armstrong                                               | 1054                                                         | 0,7                                                          |
| Total des votes                                              | Total des votes                                              | Total des votes                                              | 149 984                                                      | 100%                                                         |
|                                                              | Les Démocrates conservent                                    |                                                              |                                                              |                                                              |

### 2024
| Primaire Démocrate de 2024 du 9e district congressionnel du New Jersey | Primaire Démocrate de 2024 du 9e district congressionnel du New Jersey | Primaire Démocrate de 2024 du 9e district congressionnel du New Jersey | Primaire Démocrate de 2024 du 9e district congressionnel du New Jersey | Primaire Démocrate de 2024 du 9e district congressionnel du New Jersey |
| ---------------------------------------------------------------------- | ---------------------------------------------------------------------- | ---------------------------------------------------------------------- | ---------------------------------------------------------------------- | ---------------------------------------------------------------------- |
| Parti                                                                  | Parti                                                                  | Candidat                                                               | Votes                                                                  | %                                                                      |
|                                                                        | Démocrate                                                              | Bill Pascrell (sortant)                                                | 26 514                                                                 | 75,9                                                                   |
|                                                                        | Démocrate                                                              | Mohamed Khairullah                                                     | 8328                                                                   | 23,8                                                                   |

| Primaire Républicaine de 2024 du 9e district congressionnel du New Jersey | Primaire Républicaine de 2024 du 9e district congressionnel du New Jersey | Primaire Républicaine de 2024 du 9e district congressionnel du New Jersey | Primaire Républicaine de 2024 du 9e district congressionnel du New Jersey | Primaire Républicaine de 2024 du 9e district congressionnel du New Jersey |
| ------------------------------------------------------------------------- | ------------------------------------------------------------------------- | ------------------------------------------------------------------------- | ------------------------------------------------------------------------- | ------------------------------------------------------------------------- |
| Parti                                                                     | Parti                                                                     | Candidat                                                                  | Votes                                                                     | %                                                                         |
|                                                                           | Républicain                                                               | Billy Prempeh                                                             | 11 504                                                                    | 72,2                                                                      |
|                                                                           | Républicain                                                               | Hector Castillo                                                           | 4352                                                                      | 27,3                                                                      |

| Élection de 2024 du 9e district congressionnel du New Jersey | Élection de 2024 du 9e district congressionnel du New Jersey | Élection de 2024 du 9e district congressionnel du New Jersey | Élection de 2024 du 9e district congressionnel du New Jersey | Élection de 2024 du 9e district congressionnel du New Jersey |
| ------------------------------------------------------------ | ------------------------------------------------------------ | ------------------------------------------------------------ | ------------------------------------------------------------ | ------------------------------------------------------------ |
| Parti                                                        | Parti                                                        | Candidat                                                     | Votes                                                        | %                                                            |
|                                                              | Démocrate                                                    | Nellie Pou                                                   | TBD                                                          | TBD                                                          |
|                                                              | Républicain                                                  | Billy Prempeh                                                | TBD                                                          | TBD                                                          |
|                                                              | Vert                                                         | Benjamin Taylor                                              | TBD                                                          | TBD                                                          |
|                                                              | Libertarien                                                  | Bruno Pereira                                                | TBD                                                          | TBD                                                          |
| Total des votes                                              | Total des votes                                              | Total des votes                                              | TBD                                                          | 100%                                                         |
|                                                              |                                                              |                                                              |                                                              |                                                              |